# 赤谷郵便局
赤谷郵便局（あかたにゆうびんきょく）は、新潟県新発田市にある郵便局。
かつては郵便区番号「957-04」の配達を受け持つ集配郵便局であったが、現在は新発田郵便局に移管され無集配郵便局となっている。

## 概要
住所：〒957-0464 新潟県新発田市上赤谷2676-1

## 沿革
- 1872年（明治5年）旧9月 - 赤谷郵便取扱所として開局[1]。
- 1875年（明治8年）1月1日 - 五等郵便局の赤谷郵便局となる[1]。
- 1885年（明治18年）10月1日 - 貯金預所設置[2]。
- 1886年（明治19年）4月26日 - 三等郵便局となる[3]。
- 1899年（明治32年）11月1日 - 郵便為替事務開始[4]。
- 1900年（明治33年）2月1日 - 小包郵便取扱開始[5]。
- 1925年（大正14年）12月1日 - 新発田赤谷間鉄道三等郵便線路の開設に伴い、その受渡局となる[6]。
- 1937年（昭和12年）12月28日 - 電信及び電話通話事務開始[7]。
- 1938年（昭和13年）6月1日 - 電話事務開始[8]。
- 1939年（昭和14年）3月23日 - 電話交換業務開始[9]。
- 1972年（昭和47年）9月1日 - 郵便区内に山内簡易郵便局開局[10]。
- 1975年（昭和50年）9月17日 - 電話交換業務廃止、新発田電報電話局に移管[11]。
- 1997年（平成9年）1月16日 - 山内簡易郵便局が一時閉鎖[12]。
- 1998年（平成10年）4月30日 - 山内簡易郵便局廃止、赤谷郵便局が事務継承[13]。
- 2006年（平成18年）9月25日 - 集配業務の全部を新発田郵便局に移管。

## 周辺
- 新発田市中央公民館赤谷分館
- 新発田警察署赤谷駐在所